# ای‌ای‌آی
ای‌ای‌آی (انگلیسی: Airports Authority of India) یک نهاد قانونی تحت مالکیت وزارت هواپیمایی کشوری، دولت هند است. این سازمان مسئول ایجاد، ارتقاء، حفظ و مدیریت زیرساخت‌های هوانوردی غیرنظامی در هند است. این خدمات نظارت بر ناوبری ارتباطی/مدیریت ترافیک هوایی (CNS/ATM) را بر فراز حریم هوایی هند و مناطق اقیانوسی مجاور آن را ارائه می‌دهد. ای‌ای‌آی در حال حاضر مجموعاً ۱۳۷ فرودگاه از جمله ۳۴فرودگاه بین‌المللی، ۱۰ فرودگاه گمرکی، ۸۱ فرودگاه داخلی و ۲۳ فرودگاه غیرنظامی را در فرودگاه‌های دفاعی مدیریت می‌کند. ای‌ای‌آی همچنین دارای تأسیسات زمینی در تمام فرودگاه‌ها و ۲۵ مکان دیگر برای اطمینان از ایمنی عملیات هواپیماها است. ای‌ای‌آی تمام مسیرهای اصلی هوایی بر فراز فضای خشکی بر کشور هند را از طریق ۲۹ تأسیسات رادار در ۱۱ مکان به همراه ۷۰۰ تأسیسات هم‌سویه VHF که با تجهیزات اندازه‌گیری فاصله (DME) مجهز هستد، پوشش می‌دهد. ۵۲ باند با نصب سیستم فرود ابزاری (ILS) با امکانات فرود در شب در اکثر این فرودگاه‌ها و سیستم تعویض خودکار پیام در ۱۵ فرودگاه ارائه کرده است. این سازمان در سال ۱۹۹۵ بنا نهاده شد.